# Вторинна структура
Вторинна структура — конформаційне розташування головного ланцюга (англ. backbone) макромолекули (наприклад, поліпептидного ланцюга білка або ланцюга нуклеїнових кислот), незалежно від конформації бічних ланцюгів або відношення до інших сегментів. В описі вторинної структури важливим є визначення водневих зв'язків, що стабілізують окремі фрагменти макромолекул.

## Вторинна структура білка

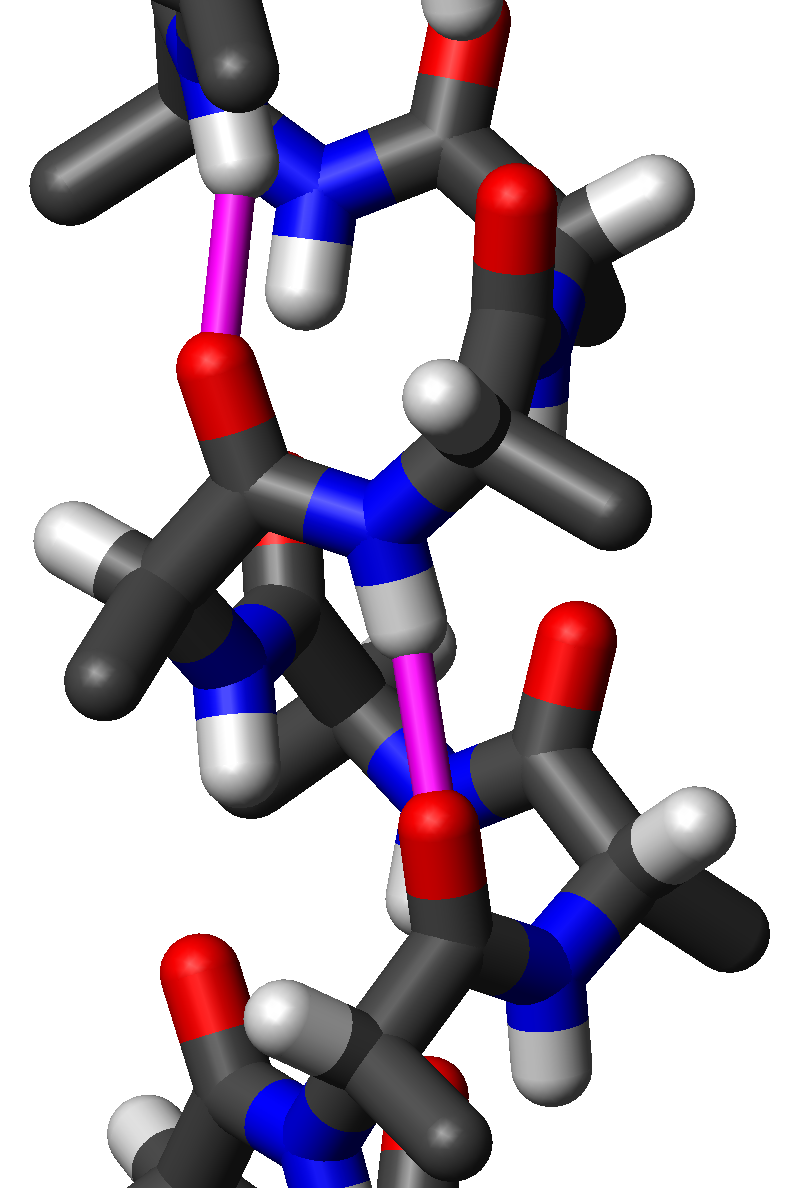
Альфа-спіраль, що складається із залишків аланіну, вигляд збоку. Водневі зв'язки позначено пурпуровим кольором

Вторинна структура білка — просторова структура, що утворюється внаслідок взаємодії між функціональними групами пептидного кістяка.

### Регулярні вторинні структури
Регулярними називаються вторинні структури, утворені амінокислотними залишками з однаковою конформацією головного ланцюга (кути φ і ψ) за різноманітності конформацій бічних груп.
До регулярних вторинних структур відносять:
- спіралі, які можуть бути лівозакрученими та правозакрученими з різним періодом та кроком. Більшість спіральних структур у поліпептидних ланцюгах підтримується внутрішньомолекулярними водневими зв'язками. Водневий зв'язок при цьому утворюється між карбонільною групою одного амінокислотного залишку і аміногрупою іншого, що лежить ближче до кінця поліпептиду[2]. Різні типи спіралей описуються цифровим записом виду ab, де a — номер ланцюга амінокислотного залишку, який надає аміногрупу для формування водневого зв'язку, b — кількість атомів у циклі, замкненому водневим зв'язком. До спіральних структур, що зустрічаються в білках, належать:
  - α-спіраль, або спіраль 413 — найпоширеніша в білках вторинна структура. Характеризується щільними витками навколо довгої осі молекули, один виток становить 3,6 амінокислотних залишків, і крок спіралі становить 0,54 нм[3] (так що на один амінокислотний залишок припадає 0,15 нм), спіраль стабілізована водневими зв'язками між H і O пептидних груп, віддалених одна від одної на 4 ланки. Спіраль побудована виключно з одного типу амінокислот стереоізомерів (L). Хоча вона може бути як лівозакрученою, так і правозакрученою, у білках переважає правозакручена. Спіраль порушують електростатичні взаємодії глутамінової кислоти, лізину, аргініну. Розташовані близько один до одного залишки аспарагіну, серину, треоніну та лейцину можуть стерично заважати утворенню спіралі, залишки проліну викликають вигин ланцюга і також порушують α-спіралі.
  - 310-спіраль — дуже «туга» спіраль, у перерізі має форму трикутника, в білках зустрічається переважно її права форма, і то тільки у вигляді 1-2 витків[2].
  - π-спіраль, або спіраль 516 — спіраль із широкими витками, в результаті в центрі спіралі залишається порожній простір. У білках зустрічається рідко, зазвичай трохи більше одного витка.
- β-листи (β-структура, складчасті шари) — кілька зигзагоподібних поліпептидних ланцюгів, у яких водневі зв'язки утворюються між відносно віддаленими один від одного (0,347 нм на амінокислотний залишок[3]) у первинній структурі амінокислотами або різними ланцюгами білка, а не близько розташованими, як у α-спіралі. Поліпептидні ланцюги в складі β-аркушів можуть бути спрямовані N-кінцями в протилежні боки (антипаралельна β-структура), в один бік (паралельна β-структура), також можлива змішана β-структура (складається з паралельної та антипаралельної β-структур)[2]. Для утворення β-листів важливі невеликі розміри бічних груп амінокислот, зазвичай переважають гліцин і аланін. β-структура є другою за частотою появи в білках після α-спіралі.
- поліпролінова спіраль — щільна ліва спіраль, стабілізована Ван-дер-Ваальсовою взаємодією, а не системою водневих зв'язків. Така структура формується в поліпептидних ланцюгах, багатих проліном, де формування насиченої системи водневих зв'язків з цієї причини неможливе. Поліпролінова спіраль типу poly(Pro)II реалізується в колагені, при цьому три ліві поліпролінові спіралі перевиваються в праву суперспіраль, яка стабілізується водневими зв'язками між окремими ланцюгами[2].

### Нерегулярні вторинні структури
Нерегулярними називають стандартні вторинні структури, амінокислотні залишки яких мають різну конформацію головного ланцюга (кути φ і ψ). До нерегулярних вторинних структур відносять:
- повороти — нерегулярні ділянки поліпептидного ланцюга, які забезпечують поворот її напрямку на 180°. Якщо ділянка, що забезпечує поворот, досить довга, використовується термін «петля». 1968 року при описі поворотів з мінімально можливого числа амінокислотних залишків (4) Венкатачалам увів для них термін «β-вигин»[4]. Також існують повороти з 4, 5 та 6 амінокислотних залишків.
- напівповороти, або переходи, — нерегулярні ділянки поліпептидного ланцюга, які забезпечують поворот її напрямку на 90°. Мінімальний напівповорот складається з трьох амінокислотних залишків.

## Вторинна структура ДНК

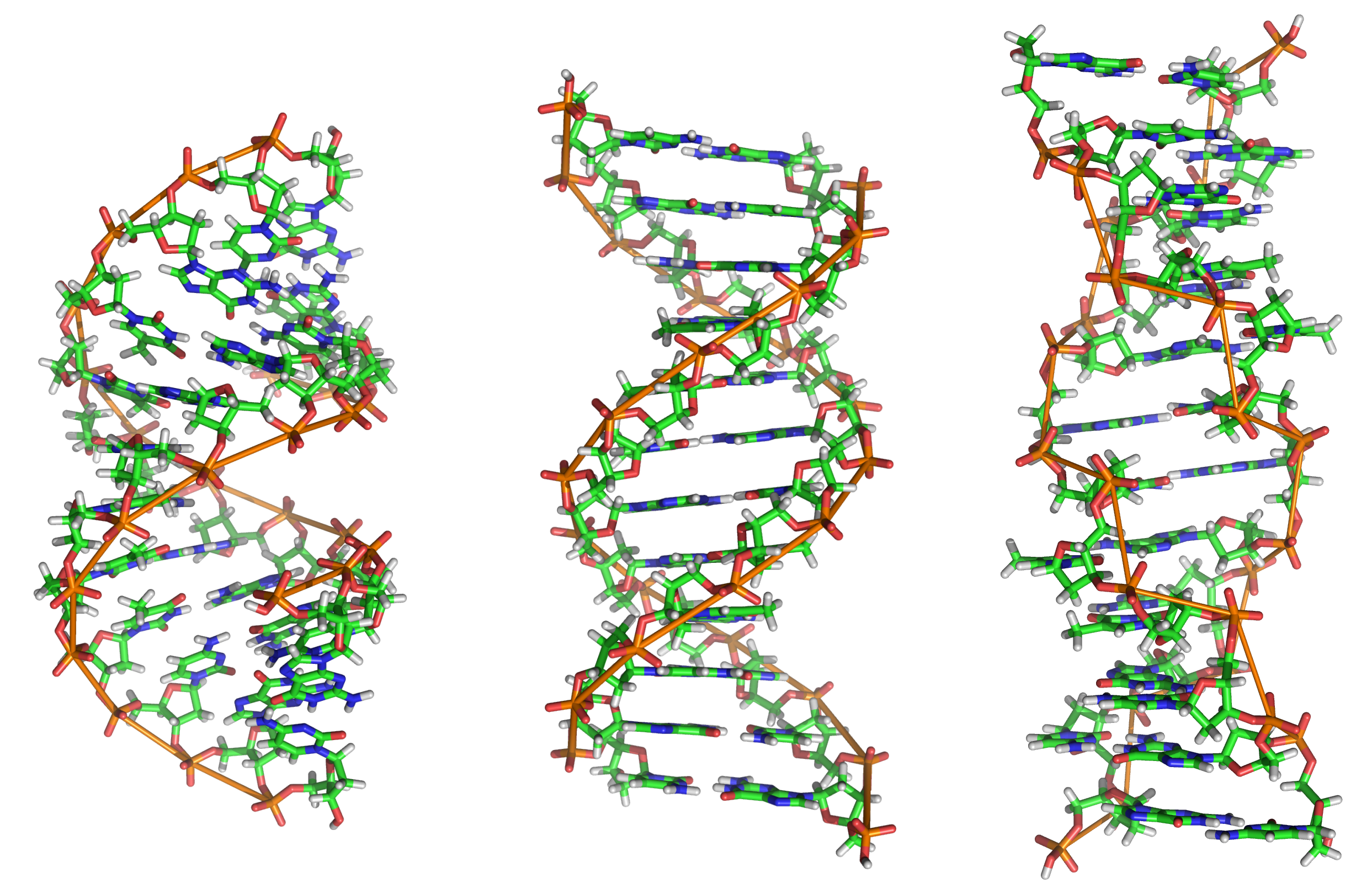
Різні форми ДНК: A, B і Z (зліва направо)

Найпоширенішою формою вторинної структури ДНК є подвійна спіраль. Ця структура утворюється з двох взаємно комплементарних антипаралельних полідезоксирибонуклеотидних ланцюгів, закручених один відносно одного та спільної осі в праву спіраль. При цьому азотисті основи повернуті всередину подвійної спіралі, а сахарофосфатний кістяк — назовні. Вперше цю структуру описали Джеймс Вотсон і Френсіс Крік 1953 року.
У формуванні вторинної структури ДНК беруть участь взаємодій таких типів:
- водневі зв'язки між комплементарними основами (два між аденіном і тиміном, три між гуаніном і цитозином);
- стекінгові взаємодії;
- електростатичні взаємодії;
- Ван дер Ваальсові взаємодії.

Залежно від зовнішніх умов, параметри подвійної спіралі ДНК можуть змінюватися, причому іноді істотно. Правоспіральні ДНК з випадковою нуклеотидною послідовністю можна грубо розділити на два сімейства — А і В, головна відмінність між якими — конформація дезоксирибози. До сімейства також належать С -і D-форми ДНК. Нативна ДНК у клітині перебуває в В-формі. Найважливіші характеристики А- та В-форм ДНК наведено в таблиці.
| Ознака                                   | А-форма  | В-форма  | Z-форма                                      |
| ---------------------------------------- | -------- | -------- | -------------------------------------------- |
| Спіраль                                  | права    | права    | ліва                                         |
| Кількість пар основ на виток             | 11       | 10       | 12                                           |
| Крок спіралі                             | 28,6 Å   | 33,6 Å   | 45 Å                                         |
| Діаметр спіралі                          | 23 Å     | 20 Å     | 18 Å                                         |
| Кут між площинами основ та віссю спіралі | 70°      | 90°      | 100 °                                        |
| Конформація глікозидного зв'язку         | анти     | анти     | анти (у піримідину), син (у пурину)          |
| Конформація дезоксирибози                | С3'-ендо | С2'-ендо | С2'-ендо (у піримідину), С3'-ендо (у пурину) |

Незвичайну форму ДНК відкрита 1979 року. Рентгеноструктурний аналіз кристалів, утворених гескануклеотидами вигляду d(CGCGCG), показав, що такі ДНК існують у вигляді лівої подвійної спіралі. Хід сахарофосфатного кістяка такої ДНК можна описати зигзагоподібною лінією, тому цей вид ДНК вирішено назвати Z-формою. Показано, що ДНК з певною послідовністю нуклеотидів може переходити зі звичайної В-форми в Z-форму в розчині високої йонної сили і в присутності гідрофобного розчинника. Незвичайність Z-форми ДНК проявляється в тому, що повторюваною структурною одиницею є дві пари нуклеотидів, а не одна, як у всіх інших формах ДНК. Параметри Z-ДНК наведено у таблиці вище.

## Вторинна структура РНК

Стебло-петля — елемент вторинної структури РНК, схематично

Псевдовузол — елемент вторинної структури РНК, схематично

Молекули РНК є одиничними полінуклеотидними ланцюгами. Окремі ділянки молекули РНК можуть з'єднуватися та утворювати подвійні спіралі. За структурою спіралі РНК схожі на А-форму ДНК. Однак часто спарювання основ у таких спіралях буває неповним, а іноді навіть і не вотсон-кріківським. В результаті внутрішньомолекулярного спарювання основ формуються такі вторинні структури, як стебло-петля («шпилька») та псевдовузол.
Вторинні структури в мРНК служать для регулювання трансляції. Наприклад, вставлення в білки незвичайних амінокислот, селенометіоніну і пірролізину залежить від «шпильки», розташованої в 3'-нетрансльованій ділянці. Псевдовузли служать для програмованого зсуву рамки зчитування під час трансляції.
У вірусних мРНК складні вторинні структури (IRES) направляють трансляцію, незалежну від упізнавання кепа і факторів ініціації трансляції (див. «Ініціація трансляції»).